# Federica Pellegrini
Pour les articles homonymes, voir Pellegrini.
Federica Pellegrini (née le 5 août 1988 à Mirano)  est une nageuse italienne spécialiste des épreuves de nage libre (du 100 au 800 m).
Elle a remporté 22 titres (dont 14 en grands bassin) et décroché plus de 60 médailles internationales et continentales durant sa carrière.
Elle est surnommée "La Divina" (la divine) par la presse italienne.

## Biographie
Sa mère, Cinzia, l'initie très tôt à la natation. Elle dispute ses premières compétitions dès l'âge de six ans.
Elle a eu plusieurs relations avec des nageurs célèbres: Luca Marin (ce qui a causé un triangle amoureux avec sa rivale en amour et en natation Laure Manaudou) puis Filippo Magnini avec lequel elle s'est fiancée. A son sujet, elle parlera de "six années importantes, belles et très difficiles", entachées de trahison de part et d'autre. En 2022, elle épouse son ancien entraineur Matteo Giunta. Ils ont ensemble une fille. 

## Carrière

### 2002-2007: les premiers succès
Vice-championne olympique du 200 m nage libre en 2004 à Athènes, Federica Pellegrini remporte le titre olympique de cette même épreuve quatre ans plus tard à Pékin.
Multiple médaillée mondiale et européenne, la nageuse, révélée très jeune, détient actuellement les records du monde du 200 m nage libre en grand et petit bassin et du 400 m nage libre (première femme en dessous de 4 min en 2009). Elle a par ailleurs détenu, auparavant, pendant près d'un an, le record du monde du 400 m nage libre.
Le 11 février 2007, c'est à elle qu'est revenu l'honneur envié d'ouvrir le Carnaval de Venise par le « vol de l'ange » qui l'a conduite du sommet du campanile de la basilique San Marco, jusqu'au pied du Palais des Doges.
Le 27 mars 2007, elle bat le record du monde du 200 mètres nage libre en 1 min 56 s 47 mais elle ne garde pas ce record car le lendemain, Laure Manaudou bat ce record en finale du 200 mètres en 1 min 55 s 52.

### 2008-2011: les sacres mondiaux et olympiques
Le 24 mars 2008, elle devient championne d'Europe du 400 m nage libre. Avec un temps de 4 min 01 s 53, elle bat le record du monde qui était la propriété de Laure Manaudou (4 min 02 s 13) depuis le mois d'août 2006.
Le 10 août 2008, aux Jeux de Pékin, elle bat le record olympique du 400 mètres nage libre en 4 min 02 s 19, mais elle échoue le lendemain, en finale, à la cinquième place avec un temps de 4 min 04 s 56.
Le 13 août 2008, elle devient championne olympique du 200 m nage libre. Avec un temps de 1 min 54 s 82, elle bat son propre record du monde.

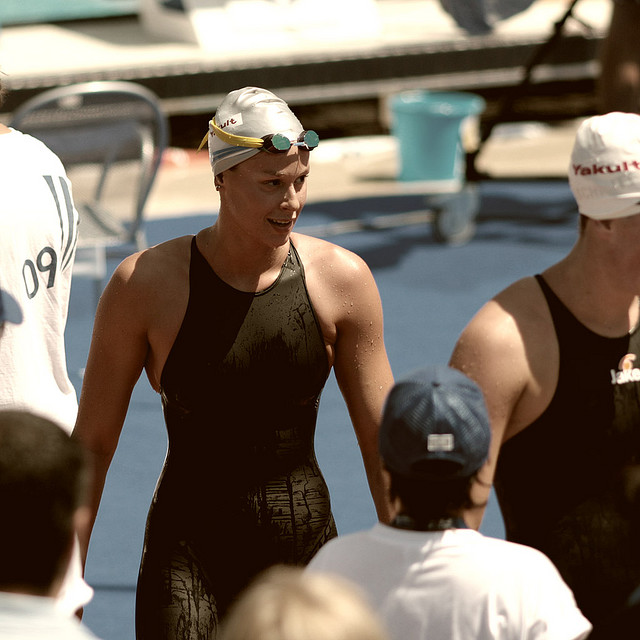
Federica Pellegrini lors des mondiaux 2009 de Rome

Lors des championnats d'Europe de natation de Budapest, elle remporte deux médailles : l'or sur 200 mètres nage libre et le bronze sur 800 mètres nage libre .
Lors des championnats du monde de natation 2009 à Rome, elle est sacrée championne du monde sur 200 mètres nage libre et 400 mètres nage libre. Elle bat ses deux records du monde : 1 min 52 s 98 sur 200 mètres nage libre et 3 min 59 s 15 sur 400 mètres nage libre.
Le 20 décembre 2010, elle licencie son entraîneur Stefano Morini à qui elle reproche de « ne pas gérer la pression ».
Le 17 janvier 2011, elle annonce qu'elle s'entraînera avec l'ancien entraîneur de Laure Manaudou, Philippe Lucas. Elle commence sa collaboration le 3 février à la piscine Keller.
Le 24 juillet 2011, elle devient championne du monde du 400 m nage libre aux Championnats du monde de Shanghai, avec un temps de 4 min 01 s 97 et le 27 juillet, championne du monde du 200 m nage libre avec un temps de 1 min 55 s 58.
Le 5 août 2011, elle annonce qu'elle se sépare de son entraîneur Philippe Lucas,. Le 11 août, elle choisit Federico Bonifacenti comme nouvel entraîneur.

### 2012-2013: les échecs et la détermination
Federica Pellegrini s'élance aux Jeux olympiques d'été de 2012 sur trois courses : le 200 mètres et 400 mètres en nage libre, dont elle détient les records du monde, mais aussi sur le relais 4×200 mètres nage libre. La première course a lieu le 29 juillet 2012 avec le 400 mètres nage libre. Pendant cette course, elle parvient à accrocher la troisième place jusqu'aux 150 mètres mais termine finalement cinquième avec un temps de 4 min 04 s 50; la Française Camille Muffat s'imposant en 4 min 01 s 45 et lui subtilisant  le record olympique qu'elle avait établi quatre ans auparavant. Deux jours plus tard, c'est au tour du 200 mètres nage libre, course où elle termine également cinquième en 1 min 56 s 73 et se voyant subtiliser son record olympique par l'Américaine Allison Schmitt, qui s'impose quant à elle en 1 min 53 s 61. Le lendemain, elle s'élance sur 4×200 mètres nage libre, dernière course de sa participation olympique. Partant dernière de son équipe, ses coéquipières nagent leur séquence mais réalisent le huitième temps au bout de 600 mètres. Pellegrini ne pouvant pas rattraper tant de retard, elle ne parvient qu'à faire gagner une place à son équipe. L'Italie termine septième au classement final avec un temps de 7 min 56 s 30.
Elle termine cette édition des Jeux Olympiques sans médaille autour du cou et déçue. En tant que championne du monde en titre des deux épreuves individuelles auxquelles elle a participé, elle perd ainsi ses titres terminant cinquième des deux courses.
Le 14 février 2013, elle annonce qu'elle travaillera avec Philippe Lucas, dont elle s'est séparée deux ans auparavant, jusqu'aux Jeux olympiques d'été de 2016. Elle affirmait que c'était lui qui l'avait conduit à devenir double championne du monde en 2011. "J'espère retrouver mon niveau d'autrefois" affirme-t-elle. Ainsi, elle rejoindra le groupe de Philippe Lucas à Narbonne avec son compagnon  Filippo Magnini à partir de septembre 2013.

### 2014
En septembre 2014, Frederica Pellegrini met un terme à sa collaboration avec Phillipe Lucas et se sont quittés « en excellents termes » après que la nageuse italienne eut fait le souhait de retourner dans son pays d'origine.
Avec ses coéquipières Alice Mizzau, Chiara Masini Luccetti et Stefania Pirozzi, elle remporte la médaille d'or du relais 4 × 200 m lors des Championnats d'Europe de natation 2014, record des championnats, avec une remontée spectaculaire sur le relais suédois qui avait près de 4 s d'avance lors du dernier relais. Puis elle remporte pour la 3e fois consécutive, la finale du 200 m nage libre, ce qui n'était jamais arrivé lors de Championnats d'Europe.

### 2015
En montant le jour de son anniversaire sur le podium des Championnats du monde pour la sixième fois consécutive (sur le 200 m nage libre), elle réussit un exploit inégalé en la matière. Lors de la finale du relais 4 x 200 m, elle permet à l'Italie composée de Alice Mizzau, Chiara Masini Luccetti et Erica Musso, de remonter de la 7e à la 2e place pour remporter la médaille d'argent, la première médaille pour l'Italie en relais aux championnats du monde. Ces championnats du monde devaient être les derniers de Pellegrini, qui avait annoncé qu'elle conclurait sa carrière aux Jeux olympiques à Rio de Janeiro, mais elle décidera ultérieurement de concourir en 2017.

### 2016
Le 22 avril 2016, elle est désignée pour être porte-drapeau olympique lors de la cérémonie d'ouverture des Jeux olympiques d'été de 2016 à Rio de Janeiro. Lors de 200 mètres nage libre, elle termine quatrième à 26 centièmes de la troisième place de l'Australienne Emma McKeon.

### 2017
Le 26 juillet 2017, lors des championnats du monde de Budapest, partie du 6e couloir, elle remporte son 3e titre mondial sur la distance de 200 mètres nage libre en 1 min 54 s 73, devançant les favorites Katie Ledecky et l'Australienne Emma McKeon, deuxièmes ex æquo en 1 min 55 s 18. Elle annonce à l'issue que c'était le dernier 200 m de sa carrière. C'est la première fois que la jeune Ledecky est battue (soit aux mondiaux soit aux Jeux). Pour Pellegrini c'est sa 7e médaille d'affilée depuis 2005, lors de sa première participation. Ses temps intermédiaires sont 27 s 22 au 50 m, 56 s 41 aux 100 m (4e), 1 min 25 s 91 aux 150 m : elle coiffe sur le fil les trois nageuses devant elle. À 29 ans en août, il s'agit d'un exploit sans précédent dans la durée. Elle se consacrera désormais à d'autres épreuves comme le 100 m nage libre.

### 2020-2021:5eJeux olympiques et retraite sportive
En octobre 2020, elle subit un test de dépistage positif au Covid-19 alors qu'elle se mettait en route pour Budapest afin d'y disputer la seconde édition de l'ISL.
Début avril 2021, Pellegrini se qualifie pour ses cinquièmes JO d'affilée sur la distance du 200 m nage libre, avec un chrono de 1 min 56 s 69 (les minimas requis étant fixés à 1 min 56 s 90). En finale sur 200 m lors de ces Jeux, elle devient la première nageuse de l'Histoire à disputer cinq finales olympiques sur la même distance.

Le 30 novembre 2021, Federica Pellegrini dispute et gagne la dernière course de sa carrière sur 200 m nage libre à Riccione, à l'occasion des championnats italiens en petit bassin. 
« Cela a été 20 ans de natation et de fatigue. J'ai aimé follement la natation et je l'aime encore. Ce qui me manquera le plus, ce sera le groupe, mais ce qui ne me manquera sûrement pas, c'est la fatigue à l'entraînement. »
— Federica Pellegrini, L'Équipe

## Palmarès

### Jeux olympiques d'été
| - Jeux olympiques de 2004 à Athènes (Grèce) : - Médaille d'argent du 200 m nage libre. - Jeux olympiques de 2008 à Pékin (Chine) : - Médaille d'or du 200 m nage libre. |

### Championnats du monde
| Grand bassin - Championnats du monde 2005 à Montréal (Canada) : - Médaille d'argent du 200 m nage libre - Championnats du monde 2007 à Melbourne (Australie) : - Médaille de bronze du 200 m nage libre - Championnats du monde 2009 à Rome (Italie) : - Médaille d'or du 200 m nage libre - Médaille d'or du 400 m nage libre - Championnats du monde 2011 à Shanghai (Chine) : - Médaille d'or du 200 m nage libre - Médaille d'or du 400 m nage libre - Championnats du monde 2013 à Barcelone (Espagne) : - Médaille d'argent du 200 m nage libre - Championnats du monde 2015 à Kazan (Russie) : - Médaille d'argent du 200 m nage libre - Médaille d'argent du 4 × 200 m nage libre - Championnats du monde 2017 à Budapest (Hongrie) : - Médaille d'or du 200 m nage libre - Championnats du monde 2019 à Gwangju (Corée du Sud) : - Médaille d'or du 200 m nage libre | Petit bassin - Championnats du monde 2006 à Shanghai (Chine) : - Médaille d'argent du 200 m nage libre. - Médaille de bronze du 400 m nage libre. - Championnats du monde 2010 à Dubaï (Émirats arabes unis) : - Médaille de bronze du 400 m nage libre. - Championnats du monde 2014 à Doha (Qatar) : - Médaille de bronze du 4 × 100 m nage libre - Championnats du monde 2016 à Windsor (Canada) : - Médaille d'or du 200 m nage libre - Médaille d'argent du 4 × 100 m nage libre - Médaille de bronze du 4 × 50 m nage libre - Championnats du monde 2018 à Hangzhou (Chine) : - Médaille de bronze du 4 × 100 m quatre nages |

### Championnats d'Europe
| - Championnats d'Europe 2008 à Eindhoven (Pays-Bas) : - Médaille d'or du 400 m nage libre. - Médaille d'argent au titre du relais 4 × 100 m nage libre. - Médaille de bronze au titre du relais 4 × 200 m nage libre. - Championnats d'Europe 2010 à Budapest (Hongrie) : - Médaille d'or du 200 m nage libre. - Médaille de bronze du 800 m nage libre. - Championnats d'Europe 2012 à Debrecen (Hongrie) : - Médaille d'or du 200 m nage libre. - Médaille d'or au titre du relais 4 × 200 m nage libre. - Médaille de bronze au titre du relais 4 × 100 m nage libre. - Championnats d'Europe 2014 à Berlin (Allemagne) : - Médaille d'or du 200 m nage libre. - Médaille d'or au titre du relais 4 × 200 m nage libre. - Médaille de bronze au titre du relais 4 × 100 m nage libre. - Championnats d'Europe 2016 à Londres (Royaume-Uni) : - Médaille d'or du 200 m nage libre. - Médaille d'argent au titre du relais 4 × 100 m nage libre. - Médaille d'argent au titre du relais 4 × 100 m nage libre mixte. - Médaille d'argent au titre du relais 4 × 100 m quatre nages mixte. - Championnats d'Europe 2020 à Budapest (Hongrie) : - Médaille d'argent du 200 m nage libre. - Médaille d'argent au titre du relais 4 x 200 m nage libre mixte. - Médaille de bronze au titre du relais 4 x 100 m nage libre mixte. - Médaille de bronze au titre du relais 4 x 100 m quatre nages. - Médaille de bronze au titre du relais 4 x 200 m nage libre. | - Championnats d'Europe en petit bassin 2005 à Trieste (Italie) : - Médaille d'or du 200 m nage libre. - Médaille de bronze du 400 m nage libre. - Championnats d'Europe en petit bassin 2006 à Helsinki (Finlande) : - Médaille d'argent du 400 m nage libre. - Championnats d'Europe en petit bassin 2007 à Debrecen (Hongrie) : - Médaille d'argent du 400 m nage libre. - Championnats d'Europe en petit bassin 2008 à Rijeka (Croatie) : - Médaille d'or du 200 m nage libre. - Médaille de bronze au titre du relais 4 × 50 m quatre nages. - Championnats d'Europe en petit bassin 2009 à Istanbul (Turquie) : - Médaille d'or du 200 m nage libre. - Championnats d'Europe en petit bassin 2010 à Eindhoven (Pays-Bas) : - Médaille d'or du 800 m nage libre. - Médaille de bronze au titre du relais 4 × 50 m quatre nages. - Championnats d'Europe en petit bassin 2011 à Szczecin (Pologne) : - Médaille de bronze au titre du relais 4 × 50 m nage libre. - Championnats d'Europe en petit bassin 2013 à Herning (Danemark) : - Médaille d'or du 200 m nage libre. - Médaille de bronze du 400 m nage libre. - Championnats d'Europe en petit bassin 2015 à Netanya (Israël) : - Médaille d'or du 200 m nage libre. - Médaille d'or au titre du relais 4 × 50 m nage libre. - Championnats d'Europe en petit bassin 2017 à Copenhague (Danemark) : - Médaille de bronze au titre du relais 4 × 50 m nage libre mixte. - Championnats d'Europe en petit bassin 2019 à Glasgow (Royaume-Uni) : - Médaille d'argent du 200 m nage libre. - Médaille d'argent au titre du relais 4 x 50 m quatre nages. |

## Records

### Records personnels
Ces tableaux détaillent les records personnels de Federica Pellegrini en grand et petit bassin au 10/04/2009. L'indication RM signifie que le record personnel de l'Italienne constitue l'actuel record du monde de la discipline, RE l'actuel record d'Europe.
| Épreuve          | Temps            | Compétition                | Lieu              | Date       |
| 100 m nage libre | 53 s 18          | Trofeo Sette Colli 2016    | Rome, Italie      | 25/06/2016 |
| 200 m nage libre | 1 min 52 s 98    | Championnats du monde 2009 | Rome, Italie      | 26/07/2009 |
| 400 m nage libre | 3 min 59 s 15 RE | Championnats du monde 2009 | Rome, Italie      | 26/07/2009 |
| 800 m nage libre | 8 min 24 s 99    | Championnats d'Europe 2010 | Budapest, Hongrie | 12/08/2010 |

| Épreuve          | Temps         | Compétition                                            | Lieu              | Date       |
| 100 m nage libre | 52 s 10       | Campionato nazionale a squadre - Coppa Caduti di Brema | Riccione, Italie  | 07/04/2019 |
| 200 m nage libre | 1 min 51 s 17 | Championnats d'Europe 2009                             | Istanbul, Turquie | 13/12/2009 |
| 400 m nage libre | 3 min 57 s 59 | Coppa Caduti di Brema                                  | Rome, Italie      | 06/03/2011 |

### Records du monde battus
Ce tableau détaille les cinq records du monde battus par Federica Pellegrini durant sa carrière ; quatre l'ont été en grand bassin, un en petit bassin.
| Épreuve                          | Temps         | Compétition                   | Lieu                | Date       |
| 200 m nage libre en grand bassin | 1 min 55 s 45 | Jeux olympiques d'été de 2008 | Pékin, Chine        | 11/08/2008 |
| 200 m nage libre en grand bassin | 1 min 54 s 82 | Jeux olympiques d'été de 2008 | Pékin, Chine        | 13/08/2008 |
| 200 m nage libre en grand bassin | 1 min 54 s 47 | Championnats d'Italie 2009    | Riccione, Italie    | 08/03/2009 |
| 200 m nage libre en petit bassin | 1 min 51 s 85 | Championnats d'Europe 2008    | Rijeka, Croatie     | 14/12/2008 |
| 400 m nage libre en grand bassin | 4 min 01 s 53 | Championnats d'Europe 2008    | Eindhoven, Pays-Bas | 24/03/2008 |

## Distinction
- : Officier de l'Ordre du Mérite de la République italienne le 27 septembre 2004[25], à l'initiative du Président de la République.
- : Commandeur de l'Ordre du Mérite de la République italienne le 1er septembre 2008[26], à l'initiative du Président de la République.